# 에디 라마

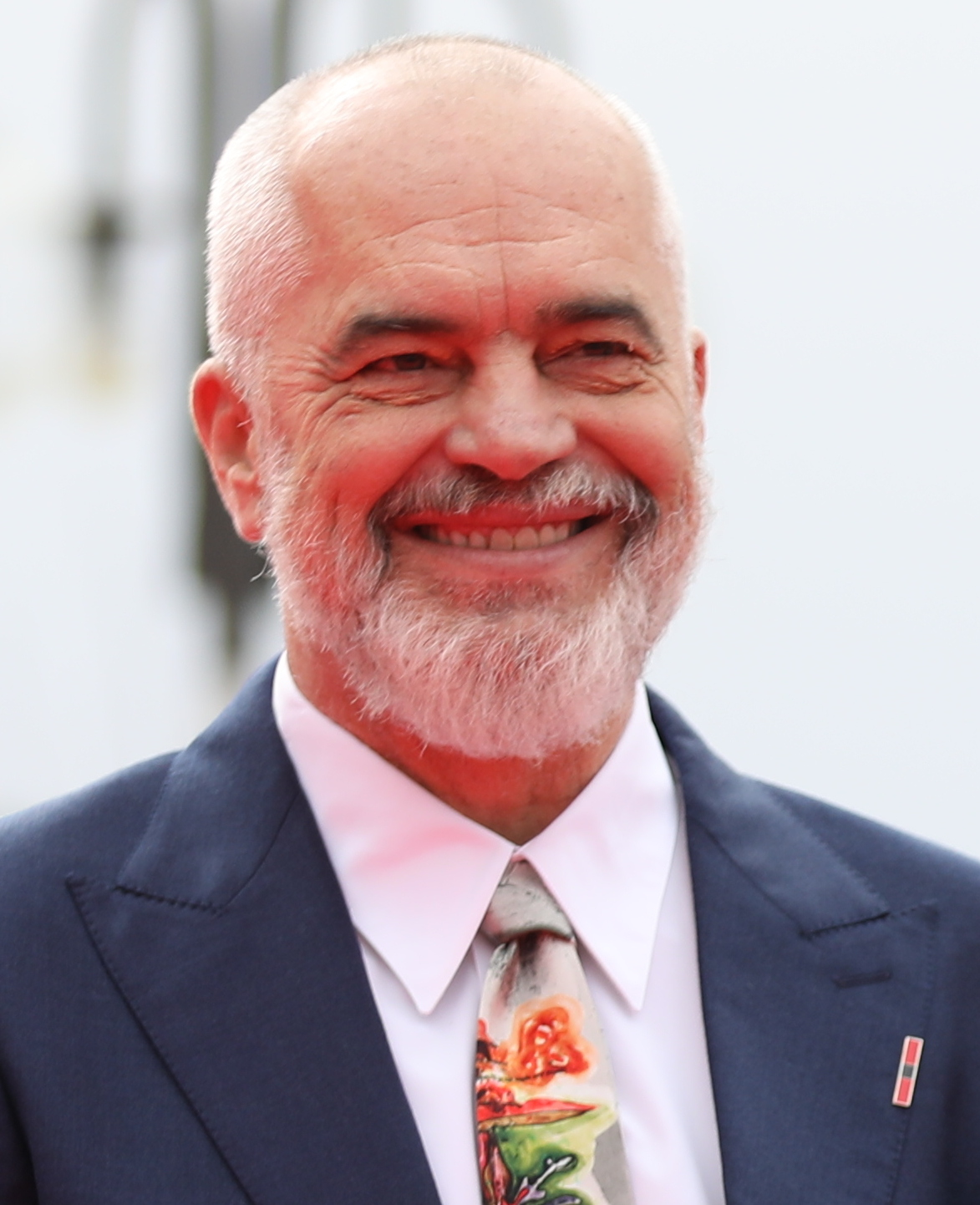
에디 라마(2024년)

에디 라마(알바니아어: Edi Rama, 1964년 7월 4일~ )는 알바니아의 예술가, 정치인이다. 에디는 2013년 9월 15일부터 현재까지 알바니아의 제32대 총리를 역임하고 있다. 작가, 화가 출신이며 소속 정당은 알바니아 사회당이다.
에디는 티라나 출신으로, 1998년부터 2000년까지 문화청소년관광부 장관을 역임했고 2000년부터 2011년까지 티라나 시장을 역임했다. 2005년부터 알바니아 사회당의 당수를 역임했으며 2013년 살리 베리샤를 누르고 사회당 정권을 창출했다.
| 전임 파토스 나노 | 제2대 알바니아 사회당 대표 2005년 10월 10일 ~ 현재 | 후임 (현직) |

| 전임 살리 베리샤 | 제33대 알바니아의 총리 2013년 9월 13일 ~ 현재 | 후임 (현직) |

## 같이 보기
- 알바니아의 총리